# Stanislaw Teofilowitsch Schazki
Stanislaw Teofilowitsch Schazki, russisch Станислав Теофилович Шацкий, (* 1. Junijul. / 13. Juni 1878greg.; † 30. Oktober 1934 in Moskau) war ein Pädagoge im späten Russischen Kaiserreich und der frühen Sowjetunion. Er gehört zu den Pädagogen, die unter reformpädagogischem Einfluss versuchten, die Bedürfnisse und Interessen von Kindern in die offiziellen sowjetischen Bildungskonzepte einzubringen.

## Leben
Schazkis pädagogische Arbeit begann nach einem landwirtschaftlichen Studium mit der Gründung einer Sommerkolonie für Waisenkinder im Jahr 1905. Die Anregung dafür lieferte ein Freund, der in den Vereinigten Staaten die Settlement-Bewegung kennengelernt hatte. Die Kolonie umfasste Kindergarten, Elementarschule, Werkstätten und Clubs. Grundlegendes Konzept war der Grundsatz: „Das Leben erzieht.“
1909 gründete er die Gesellschaft „Kinderarbeit und Erholung“, die er bis 1917 leitete. Im Jahr 1913 gründete er die Kinderkolonie „Munteres Leben“, die bis 1932 existierte. Nach der Gründung der Sowjetunion wurde er Leiter des Zentralen Pädagogischen Laboratoriums beim Volksbildungsministerium und des Moskauer Staatskonservatoriums.
Stanislaw Schazki starb 1934 in Moskau.

## Schriften
- Stanislaw Teofilowitsch Schazki: Ausgewählte pädagogische Schriften. Volk und Wissen, Berlin 1981, übersetzt von Elisabeth Zaisser